# Palais Saheb Ettabaâ
Le palais Saheb Ettabaâ est un palais de la médina de Tunis situé dans l'angle sud-ouest de la place Halfaouine, dans le quartier homonyme.

## Histoire
Le palais est bâti à l'initiative du garde des sceaux Youssef Saheb Ettabaâ au début du XIXe siècle. Au cours de cette période, le quartier de Halfaouine, situé dans le faubourg nord de Bab Souika, est réaménagé pour accueillir un complexe architectural comprenant :
- la mosquée Saheb Ettabaâ ;
- deux médersas ;
- le souk El Jedid ;
- un hammam ;
- une fontaine (sabil) ;
- un mausolée (tourba) ;
- un fondouk.

## Architecture
Le palais domine la place Halfaouine et surplombe l'entrée du souk El Jedid. De sa sobre façade, où s'alignent sur les deux niveaux des fenêtres à persiennes, émerge un moucharabieh en bois sculpté couverte d'un toit en tuiles vertes à deux pans. Le palais compte trois niveaux : un rez-de-chaussée autrefois occupé par des entrepôts et des écuries et deux niveaux qui étaient occupés par les salons, appartements et logis du palais.